# Virginia McLaurin
Virginia McLaurin   (Carolina del Sud, 12 de març de 1909 - Olney, 14 de novembre de 2022) va ser una supercentenària i activista americana que residia a Washington, D.C.. Va néixer a Cheraw, quan els negres americans patien el règim de segregació racial. El 1941, es va traslladar a Washington, DC, i hi va estar des de llavors. El 2019 havia viscut 18 presidents. El 1963, va assistir a la famosa marxa sobre Washington durant la qual Martin Luther King es va adreçar a la gernació que es congregava davant de l'estàtua del president Lincoln amb el famós "I have a dream". El febrer de 2016, amb 106 anys, va visitar la Casa Blanca i es va posar a ballar amb el president nord-americà Barack Obama i la primera dama, Michelle Obama. El 2018 va celebrar el seu 109è aniversari amb els Harlem Globetrotters.